# أنالي تيبتون
أنالي كرستيان تيبتون (بالإنجليزية: Analeigh Christian Tipton)‏ هي متزلجة فنية على الجليد وممثلة وعارضة أزياء أمريكية ولدت في يوم 9 نوفمبر 1988 في مدينة منيابولس في ولاية مينيسوتا في الولايات المتحدة، مثلت في عدة أفلام منها فيلم مجنون، غبي، حب في سنة 2011 و أجسام دافئة في سنة 2013.

## أعمال
- أجسام دافئة 2013
- فيرال 2016

## وصلات خارجية
- أنالي تيبتون على موقع IMDb (الإنجليزية)
- أنالي تيبتون على موقع روتن توميتوز (الإنجليزية)
- أنالي تيبتون على موقع ألو سيني (الفرنسية)
- أنالي تيبتون على موقع ميوزك برينز (الإنجليزية)
- أنالي تيبتون على موقع أول موفي (الإنجليزية)
- أنالي تيبتون على موقع بوكس أوفيس موجو (الإنجليزية)
- أنالي تيبتون على موقع قاعدة بيانات الأفلام السويدية (السويدية)
- أنالي تيبتون على موقع قاعدة بيانات الفيلم (الإنجليزية)
- أنالي تيبتون على موقع كينوبويسك (الروسية)
- أنالي تيبتون على قاعدة بيانات الأفلام على الإنترنت